# Jean Perdriau
Pour les articles homonymes, voir Perdriau.
Jean Perdriau (1746-1793) est un chef de la révolte en Vendée.
Jean Perdriau est né le 3 décembre 1746 à Beaulieu-sur-Layon, fils de Jacques Perdriau et de Renée Marcais. Il a servi comme caporal dans un régiment de ligne des armées royales. Rentré au pays, il épouse Anne Marie Mousseau le 11 janvier 1782, à La Poitevinière, où il exerce comme voiturier. 
Il est l'une des premières figures du soulèvement vendéen, aux côtés de son ami Jacques Cathelineau. 
Le 13 mars 1793, Jean Perdriau prit le commandement comme capitaine de paroisse de la troupe partie de La Poitevinière pour attaquer Jallais. Près du château de la Brinière, tous les républicains sont faits prisonniers. Les insurgés s’emparent du canon, qu’ils baptisent le Missionnaire,. 
Jean Perdriau sera tué au cours des Guerres de Vendée, lors du grand choc de l'église Saint-Pierre de Chemillé, le 11 avril 1793.

## Hommage
Son portrait se trouve sur un vitrail du maître verrier Jean Clamens dans l'église Saint-Pavain du Pin-en-Mauges.
Cet ancien caporal devenu employé des gabelles, qui eut un rôle majeur dans le soulèvement vendéen a une rue qui lui est dédiée à la Poitevinière. Au même titre que Cathelineau, Jean Perdriau fut « l’un des premiers chefs de l’insurrection du pays des Mauges ». Présent lors de l’émeute de Saint-Florent-le-Vieil, le 12 mars 1793, il comprit l’enjeu de cet événement et de ses conséquences. Dès le lendemain, à partir de la Poitevinière il prit la tête d’une petite bande armée qui marcha aussitôt vers le château de Jallais tenu par une garnison républicaine.